# Mombaruzzo
Mombaruzzo, (Mombaruss  en piemontès) és un municipi situat al territori de la província d'Asti, a la regió del Piemont (Itàlia).
Limita amb els municipis de Bruno, Carentino, Cassine, Castelnuovo Belbo, Fontanile, Frascaro, Gamalero, Maranzana, Nizza Monferrato, Quaranti i Ricaldone.
Pertanyen al municipi les frazioni de Bazzana, Borgo Cervino, Casalotto i, Mombaruzzo Stazione.

## Galeria fotogràfica

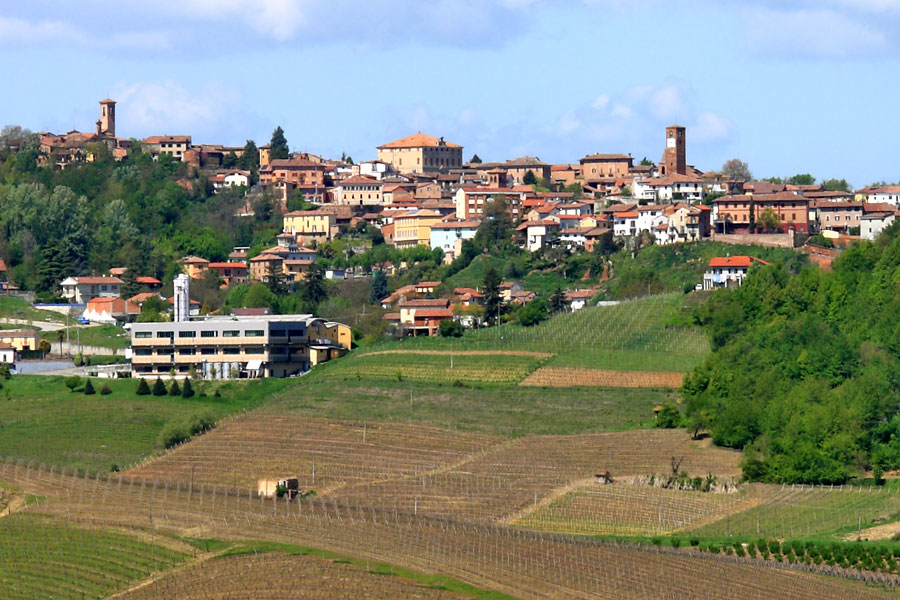
Vista del poble